# Герб комуни Салем
Герб комуни Салем (швед. Salems kommunvapen) — символ шведської адміністративно-територіальної одиниці місцевого самоврядування комуни Салем. 

## Історія
Ландскомуна Салем отримала цей герб королівським затвердженням 1954 року. Протягом 1974-1982 років входила до складу комуни Ботчирка. Оскільки 1982 року її відновлено в старих межах як комуну Салем, то відновлено й давній символ. Герб зареєстровано 1983 року. 

## Опис (блазон)
У золотому полі три зелені листки плюща (2 над 1), у відтятій хвилясто зеленій основі золота риба з червоними плавниками і хвостом.

## Зміст
Листки плюща підкреслюють особливості місцевої флори. Риба була зображена на печатках XVI століття району Свартлеса (Svartlösa härad), який знаходився на території цієї комуни.